# Diócesis de Reno
La diócesis de Reno (en latín: Dioecesis Renensis y en inglés: Roman Catholic Diocese of Reno) es una circunscripción eclesiástica de la Iglesia católica en Estados Unidos. Se trata de una diócesis latina, sufragánea de la arquidiócesis de Las Vegas. Desde el 20 de julio de 2021 su obispo es Daniel Henry Mueggenborg.

## Territorio y organización

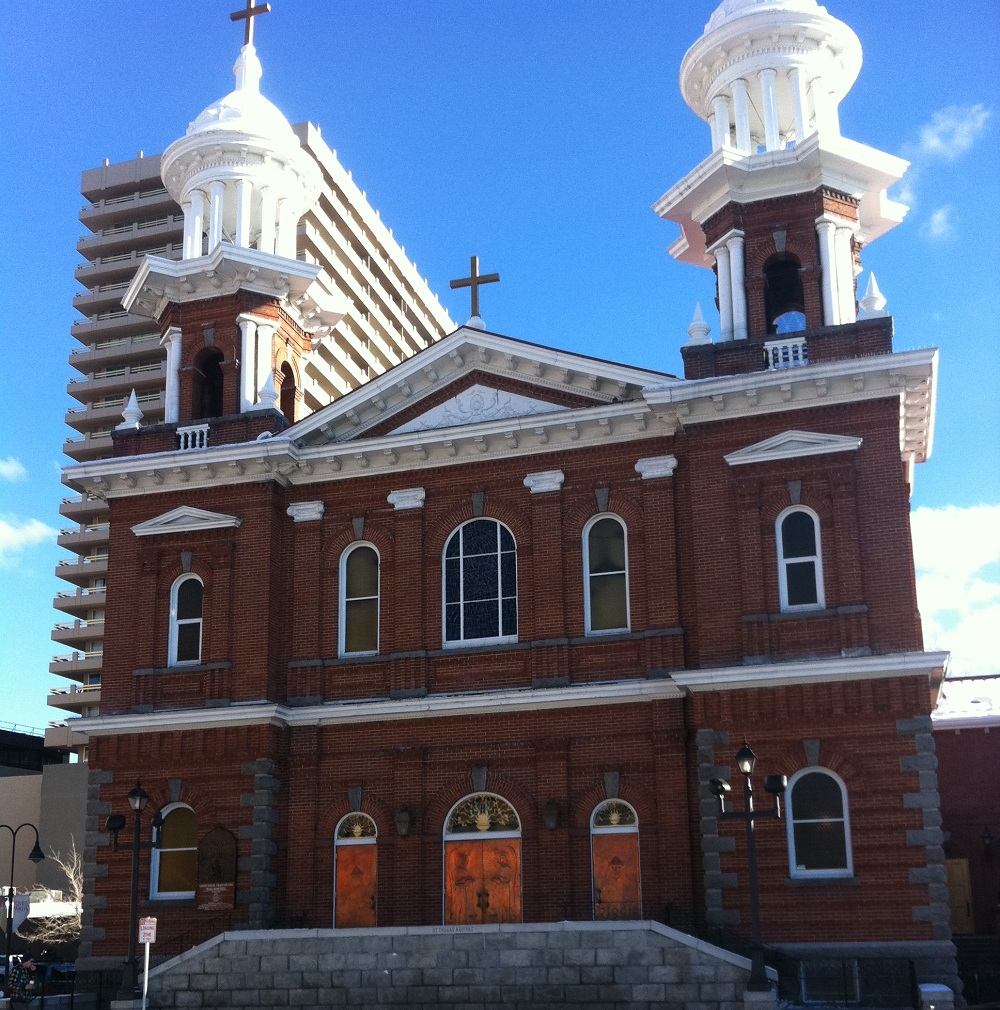
Fachada de la Catedral de Santo Tomás de Aquino, en Reno, Nevada.

La diócesis tiene 183 506 km² y extiende su jurisdicción sobre los fieles católicos de rito latino residentes en el estado de Nevada en la ciudad de Carson City y en los 11 condados de: Churchill, Douglas, Elko, Eureka, Humboldt, Lander, Lyon, Mineral, Pershing, Storey y Washoe.
La sede de la diócesis se encuentra en la ciudad de Reno, en donde se halla la Catedral de Santo Tomás de Aquino.
En 2020 en la diócesis existían 28 parroquias.

## Historia
La diócesis fue erigida el 27 de marzo de 1931 con la bula Pastoris aeterni del papa Pío XI, obteniendo el territorio de las diócesis de Salt Lake (hoy diócesis de Salt Lake City) y Sacramento.
El 13 de octubre de 1976, en virtud del decreto In dioecesis Renensis de la Congregación para los Obispos, la iglesia del Ángel Custodio de Las Vegas fue elevada al rango de concatedral de la diócesis, que asumió el nombre de diócesis de Reno-Las Vegas.
El 21 de marzo de 1995 la diócesis se dividió, dando lugar a la actual diócesis de Reno y la diócesis de Las Vegas mediante la bula Cum ob amplum del papa Juan Pablo II.
Originalmente sufragánea de la arquidiócesis de San Francisco, el 30 de mayo de 2023 fue transferida por el papa Francisco a la nueva provincia eclesiástica de la arquidiócesis de Las Vegas.

## Estadísticas
Según el Anuario Pontificio 2021 la diócesis tenía a fines de 2020 un total de 108 650 fieles bautizados.
| Año                                                                             | Población            | Población | Población      | Sacerdotes | Sacerdotes    | Sacerdotes    | Bautizados por sacerdote | Diáconos permanentes | Religiosos | Religiosos | Parroquias |
| Año                                                                             | Bautizados católicos | Total     | % de católicos | Total      | Clero secular | Clero regular | Bautizados por sacerdote | Diáconos permanentes | Varones    | Mujeres    | Parroquias |
| ------------------------------------------------------------------------------- | -------------------- | --------- | -------------- | ---------- | ------------- | ------------- | ------------------------ | -------------------- | ---------- | ---------- | ---------- |
| 1950                                                                            | 23 100               | 130 000   | 17.8           | 48         | 48            |               | 481                      |                      |            | 56         | 26         |
| 1966                                                                            | 83 172               | 472 301   | 17.6           | 76         | 61            | 15            | 1094                     |                      | 28         | 165        | 35         |
| 1970                                                                            | 86 000               | 517 553   | 16.6           | 90         | 52            | 38            | 955                      |                      | 49         | 178        | 37         |
| 1976                                                                            | 95 000               | 550 000   | 17.3           | 84         | 49            | 35            | 1130                     | 1                    | 47         | 133        | 40         |
| 1980                                                                            | 111 000              | 654 000   | 17.0           | 97         | 49            | 48            | 1144                     | 1                    | 64         | 131        | 41         |
| 1990                                                                            | 157 000              | 1 106 450 | 14.2           | 98         | 62            | 36            | 1602                     | 9                    | 47         | 100        | 48         |
| 1999                                                                            | 64 870               | 527 778   | 12.3           | 36         | 25            | 11            | 1801                     | 8                    | 3          | 36         | 28         |
| 2000                                                                            | 66 941               | 542 052   | 12.3           | 45         | 33            | 12            | 1487                     | 9                    | 15         | 35         | 28         |
| 2001                                                                            | 114 726              | 573 630   | 20.0           | 46         | 35            | 11            | 2494                     | 8                    | 14         | 36         | 28         |
| 2002                                                                            | 115 138              | 575 690   | 20.0           | 42         | 33            | 9             | 2741                     | 8                    | 12         | 37         | 28         |
| 2003                                                                            | 119 716              | 598 578   | 20.0           | 44         | 35            | 9             | 2720                     | 10                   | 12         | 37         | 28         |
| 2004                                                                            | 91 973               | 607 459   | 15.1           | 42         | 32            | 10            | 2189                     | 11                   | 13         | 37         | 28         |
| 2010                                                                            | 132 982              | 835 000   | 15.9           | 50         | 43            | 7             | 2659                     | 25                   | 10         | 34         | 28         |
| 2014                                                                            | 136 900              | 860 000   | 15.9           | 48         | 43            | 5             | 2852                     | 29                   | 8          | 23         | 28         |
| 2017                                                                            | 106 965              | 717 891   | 14.9           | 47         | 43            | 4             | 2275                     | 29                   | 7          | 20         | 28         |
| 2020                                                                            | 108 650              | 734 787   | 14.8           | 48         | 46            | 2             | 2263                     | 29                   | 4          | 15         | 28         |
| Fuente: Catholic-Hierarchy, que a su vez toma los datos del Anuario Pontificio. |                      |           |                |            |               |               |                          |                      |            |            |            |

Escuela elemental: Bishop Manogue High School, Diocesan High School, en Reno.

## Episcopologio
- Thomas Kiely Gorman † (24 de abril de 1931-8 de febrero de 1952 nombrado obispo coadjutor de Dallas[nota 1])
- Robert Joseph Dwyer † (19 de mayo de 1952-9 de diciembre de 1966 nombrado arzobispo de Portland)
- Michael Joseph Green † (11 de marzo de 1967-6 de diciembre de 1974 renunció)
- Norman Francis McFarland † (10 de febrero de 1976-29 de diciembre de 1986 nombrado obispo de Orange en California)
- Daniel Francis Walsh (9 de junio de 1987-21 de marzo de 1995 nombrado obispo de Las Vegas)
- Philip Francis Straling (21 de marzo de 1995-21 de junio de 2005 renunció)
- Randolph Roque Calvo (23 de diciembre de 2005-20 de julio de 2021 renunció)
- Daniel Henry Mueggenborg, desde el 20 de julio de 2021